# Florian Fromlowitz
Florian Fromlowitz (* 2. Juli 1986 in Kaiserslautern) ist ein ehemaliger deutscher Fußballtorwart und jetziger Fußballtrainer.

## Karriere

### Verein
Fromlowitz stammt aus der Jugendabteilung des 1. FC Kaiserslautern, wo er ab 1992 spielte. Bereits in der C-Jugend wurde er vom ehemaligen Bundesligatorwart Gerry Ehrmann trainiert. Er gewann mit Kaiserslautern den DFB-Junioren-Vereinspokal 2002/03. Zur Saison 2004/05 erhielt Fromlowitz seinen ersten Profivertrag, spielte jedoch zunächst nur in der Regionalliga Süd bei der zweiten Mannschaft von Kaiserslautern. Seinen ersten Bundesligaeinsatz hatte er beim Spiel gegen den 1. FSV Mainz 05 am 25. Februar 2006, nachdem der Stammtorhüter Jürgen Macho verletzungsbedingt ausscheiden musste. Am Saisonende stieg Fromlowitz mit der Mannschaft in die 2. Bundesliga ab. Zur Saison 2007/08 wurde er zum Stammtorhüter des 1. FC Kaiserslautern, obwohl sein Konkurrent Jürgen Macho in der Vorsaison alle 34 Ligaspiele absolviert hatte und zum Lauterer Spieler des Jahres gewählt worden war. Bei dem Ligaspiel gegen TSG 1899 Hoffenheim am 19. Oktober 2007 erlitt Fromlowitz ohne Fremdeinwirkung einen Kreuzbandriss, was eine längere Verletzungspause nach sich zog. Nach seiner Verletzung wurde Tobias Sippel eingewechselt und kam so zu seinem ersten Profieinsatz. Er absolvierte alle restlichen Spiele der Saison 2007/08.
Am 2. April 2008 unterzeichnete er einen Dreijahresvertrag bei Hannover 96, der mit Beginn der Saison 2008/09 in Kraft trat. Während längerer Verletzungspausen des Stammtorhüters Robert Enke kam Fromlowitz im Herbst 2008 und im September/Oktober 2009 zu einer Reihe von Bundesligaeinsätzen. Nach dem Tod Enkes, den er als Freund und Vorbild bezeichnete, wurde er Stammtorhüter von Hannover 96. Mit Beginn der Rückrunde der Saison 2010/11 verlor er seinen Stammplatz an Ron-Robert Zieler, verabschiedet wurde er am 14. Mai 2011 beim letzten Heimspiel der Saison.
Im Sommer 2011 verpflichtete der MSV Duisburg Fromlowitz. Beim Zweitligisten schien ihm ein Stammplatz sicher, da David Yelldell, die bisherige Nr. 1 im Tor, im Juli zu Bayer 04 Leverkusen wechselte. Im November 2011 setzte ihn Trainer Oliver Reck allerdings zugunsten von Felix Wiedwald auf die Bank. Fromlowitz erklärte daraufhin, er sei mental nicht in der Lage, das Spiel auf der Bank zu verfolgen und in der Arena zu sein. Später erklärte er diese Äußerung mit einem privaten Schicksalsschlag. Fromlowitz entschuldigte sich für sein „Fehlverhalten“, wurde aber mit einer Geldstrafe belegt. Bis zum Saisonende konnte er sich den Platz im Tor nicht mehr zurückerkämpfen.
Zur Saison 2012/13 wechselte Fromlowitz zu Dynamo Dresden. Er war Ersatztorwart hinter Benjamin Kirsten und kam je einmal in der Liga gegen Hertha BSC sowie im DFB-Pokal gegen seinen Ex-Klub Hannover 96 zum Einsatz. Zur nächsten Saison wurde er zum dritten Torwart hinter Kirsten und Markus Scholz degradiert. Im September 2013 stand er dreimal im Tor der zweiten Mannschaft in der Oberliga Nordost-Süd.
Im April 2014 wechselte er ablösefrei zum SV Wehen Wiesbaden. Seinen Wechsel zum Drittligisten bezeichnete er als Neuanfang. Aber auch in Wiesbaden blieb ihm in der Liga nur der Platz auf der Bank hinter Markus Kolke. Überraschenderweise durfte er aber im DFB-Pokal bei der Erstrundenniederlage gegen seinen Ex-Klub Kaiserslautern (3:5 n. E.) spielen.
Nachdem sein Vertrag beim SVWW ausgelaufen war, wechselte Fromlowitz im September 2015 in die Regionalliga Südwest zum FC 08 Homburg. Im Kader von Jens Kiefer war Fromlowitz zunächst Stammtorhüter. Ende 2015 musste er sich einer Operation am Außenmeniskus unterziehen, bei der Komplikationen auftraten. Deswegen kam er in der Saison 2016/17 nicht mehr zum Einsatz. Im Mai 2017 verkündete Fromlowitz, dass er wegen der Probleme seine Laufbahn beende. Ab der Saison 2017/18 war er Trainer beim A-Klassisten SSC Landstuhl 003. Nach einer Spielzeit als Spielertrainer wechselte er als spielender Torwart-Trainer im Juli 2018 zum SV Steinwenden. Im Januar 2022 wechselte Fromlowitz zum Pirmasenser FC Fehrbach.

### Nationalmannschaft
Fromlowitz absolvierte 42 Länderspiele für deutsche Juniorennationalmannschaften. Von der U16- bis zur U18-Nationalmannschaft war er erster Torwart, danach musste er diese Rolle an Manuel Neuer abgeben. Bei der U21-Europameisterschaft 2009 in Schweden konnte er mit Tobias Sippel, einem weiteren Ehrmann-Schüler und ebenfalls Reservekeeper im DFB-Kader, als weiterer Ersatztorwart hinter dem alle Spiele absolvierenden Neuer den Titel gewinnen.

## Privates
Fromlowitz verließ die Schule nach der 10. Klasse und machte eine Ausbildung zum Bürokaufmann, die er abbrach, um sich ganz auf seine sportliche Karriere zu konzentrieren. Fromlowitz ist mit Helene, die er während seiner später abgebrochenen Ticketmanagement-Ausbildung kennenlernte, verheiratet und hat mit ihr einen Sohn (* 2012) und zwei weitere Kinder. Nach dem Ende seiner sportlichen Karriere im Mai 2017 absolvierte er eine Ausbildung als Sport- und Fitnesskaufmann.

## Erfolge
- DFB-A-Junioren-Pokalsieger 2002/03 mit dem 1. FC Kaiserslautern
- U-21-Europameister 2009